# St. Johann Nepomuk (Boos)

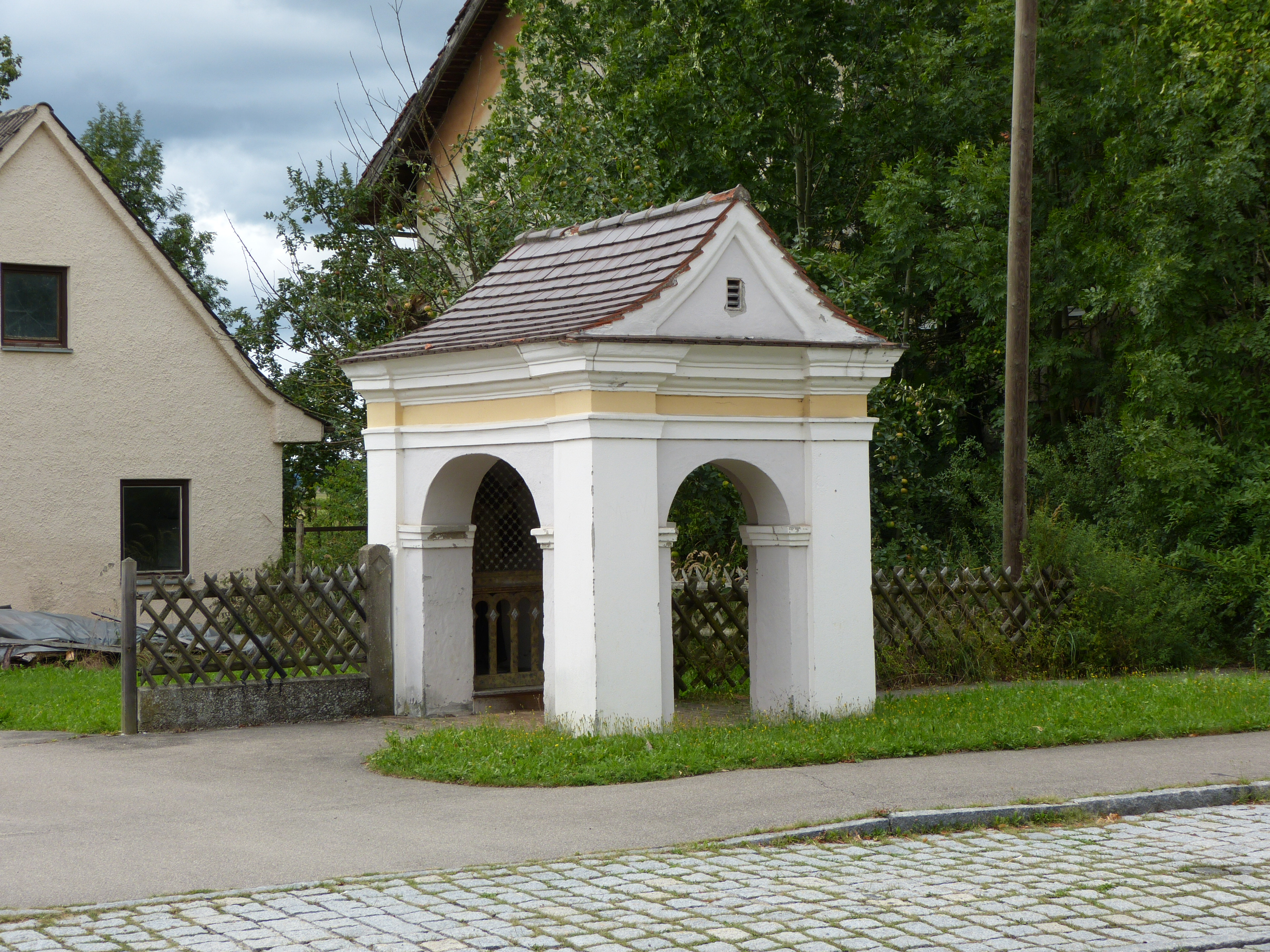
St. Johann Nepomuk in Boos

Die Kapelle St. Johann Nepomuk befindet sich in der Gemeinde Boos, im Landkreis Unterallgäu in Bayern. Die Kapelle stammt aus dem frühen 18. Jahrhundert und befindet sich unmittelbar an der Durchgangsstraße in Boos. Die Kapelle ist mit toskanischen Pilastern gegliedert und an drei Seiten durch Arkaden geöffnet. Im Westen ist die Kapelle halbrund geschlossen. Gedeckt ist die Kapelle mit einem Satteldach. Eine lebensgroße gefasste Holzfigur des hl. Johannes von Nepomuk aus der ersten Hälfte des 18. Jahrhunderts befindet sich im Inneren der Kapelle. Die Kapelle steht unter Denkmalschutz.

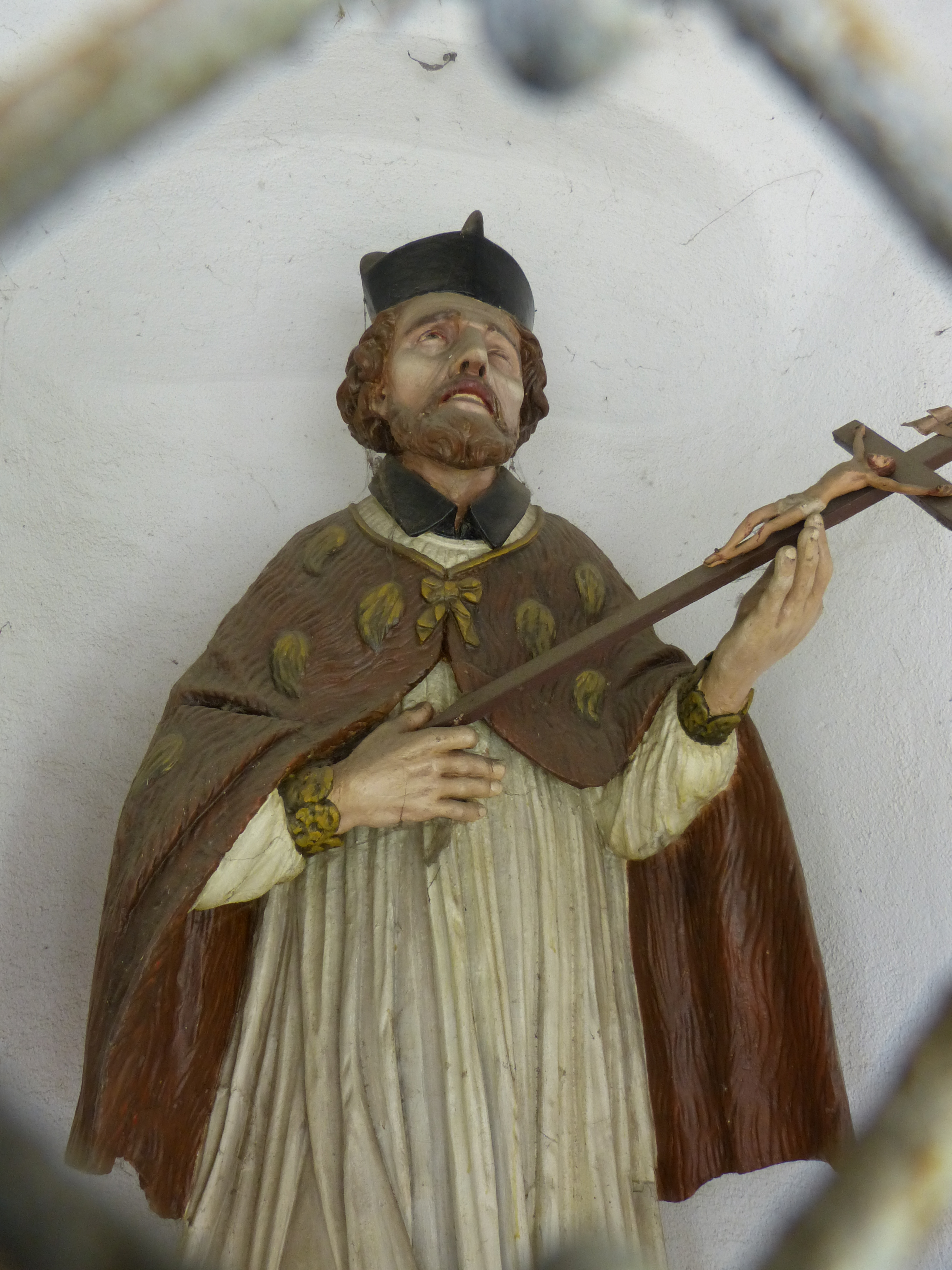
Figur des hl. Johann Nepomuk
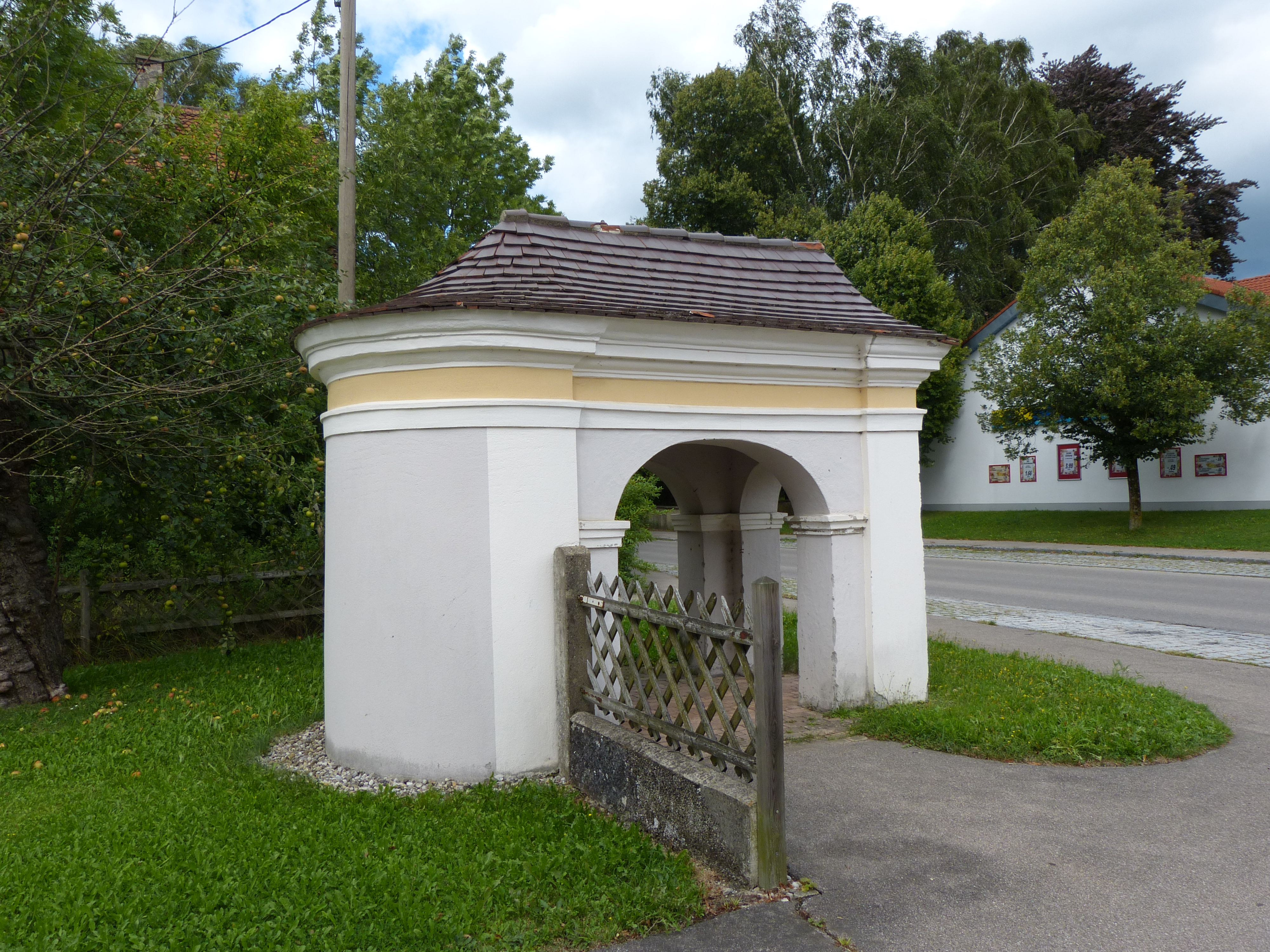
Seitenansicht der Kapelle